# Gliniczek

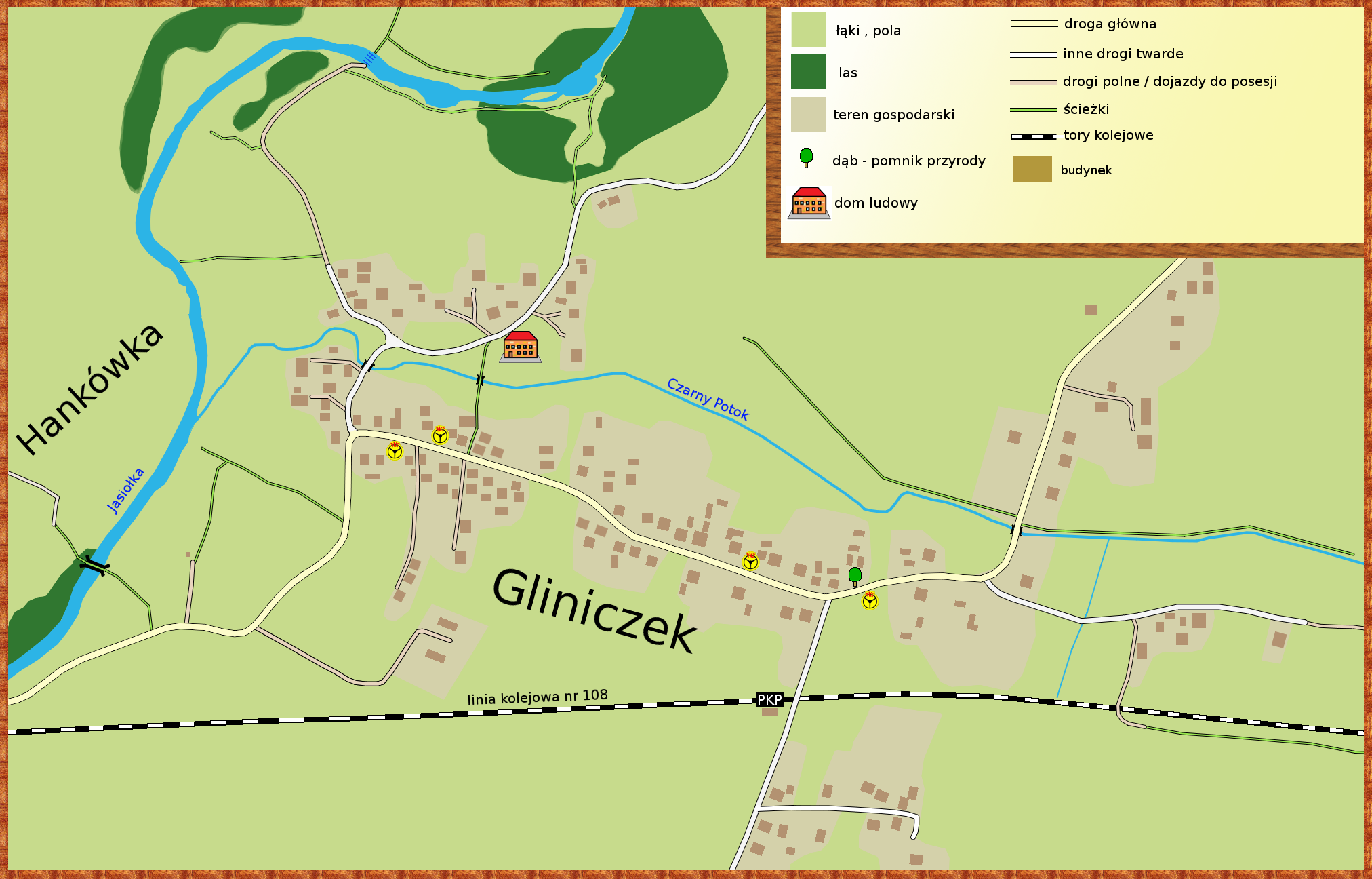
Plan wsi Gliniczek

Gliniczek – wieś w Polsce położona w województwie podkarpackim, w powiecie jasielskim, w gminie Tarnowiec.
W latach 1954–1961 wieś należała i była siedzibą władz gromady Gliniczek, po jej zniesieniu w gromadzie Tarnowiec. W latach 1975–1998 miejscowość administracyjnie należała do województwa krośnieńskiego.
Wieś jest położona na lewym brzegu Jasiołki. Przez wieś przepływa Czarny Potok wpadający do Jasiołki. W pobliżu przebiega linia kolejowa nr 108 łącząca stację Stróże ze stacją Krościenko z przystankiem Gliniczek. 1 lutego 1977 część wsi Gliniczek (18 ha) włączono do Jasła.
Podzieloną przez potok na 2 części miejscowość łączą 2 mosty oraz kładka. Ponadto na Jasiołce pomiędzy Gliniczkiem a osiedlem Hankówka znajdują się dwie kładki, z których jedna została zamknięta z powodu złego stanu technicznego.
Wierni kościoła rzymskokatolickiego należą do parafii św. Maksymiliana Kolbe w Czeluśnicy w dekanacie Jasło Wschód, diecezji rzeszowskiej.
W Gliniczku znajduje się pomnik przyrody - około 100 letni dąb.

## Galeria

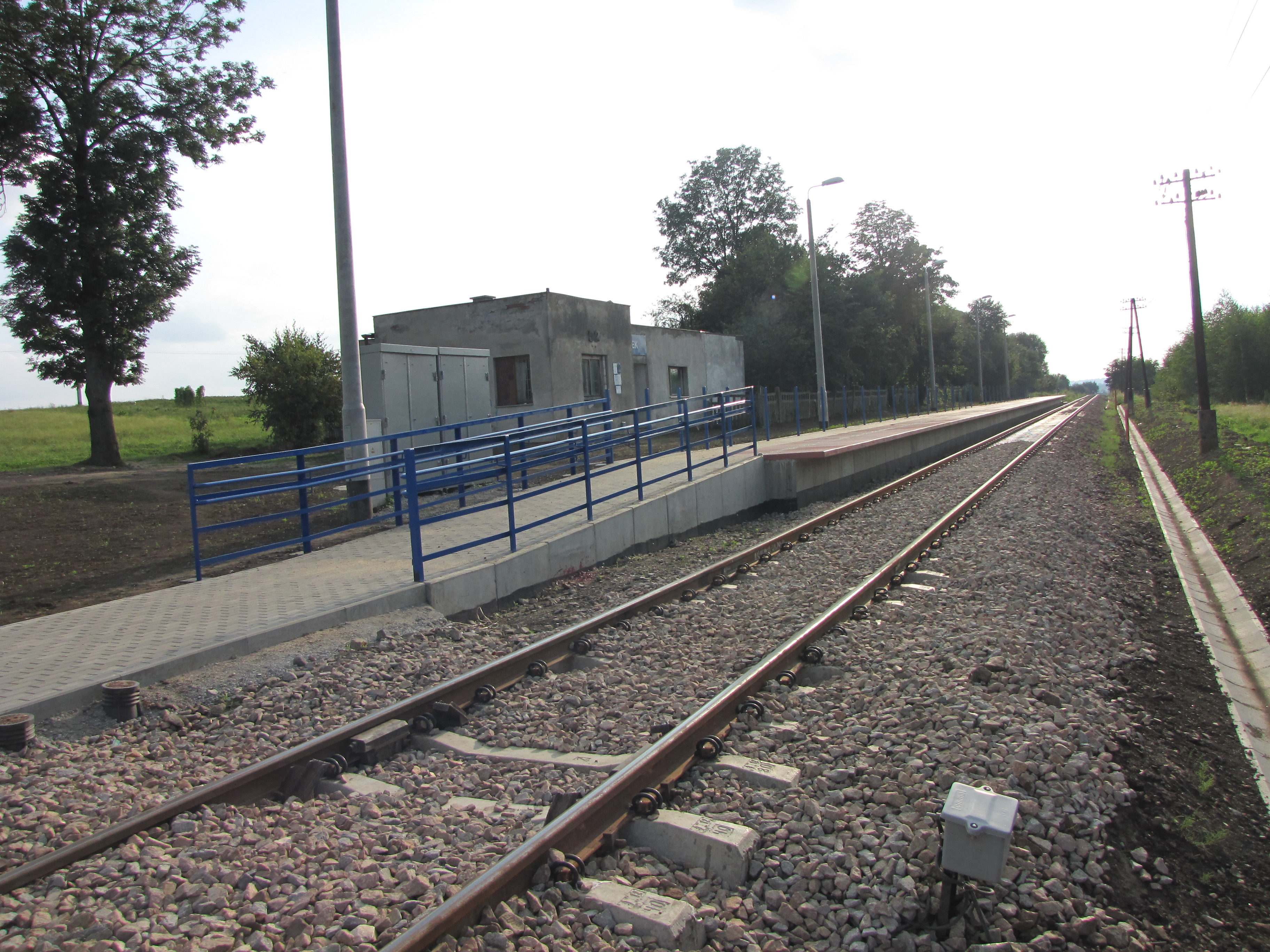
Przystanek kolejowy w Gliniczku
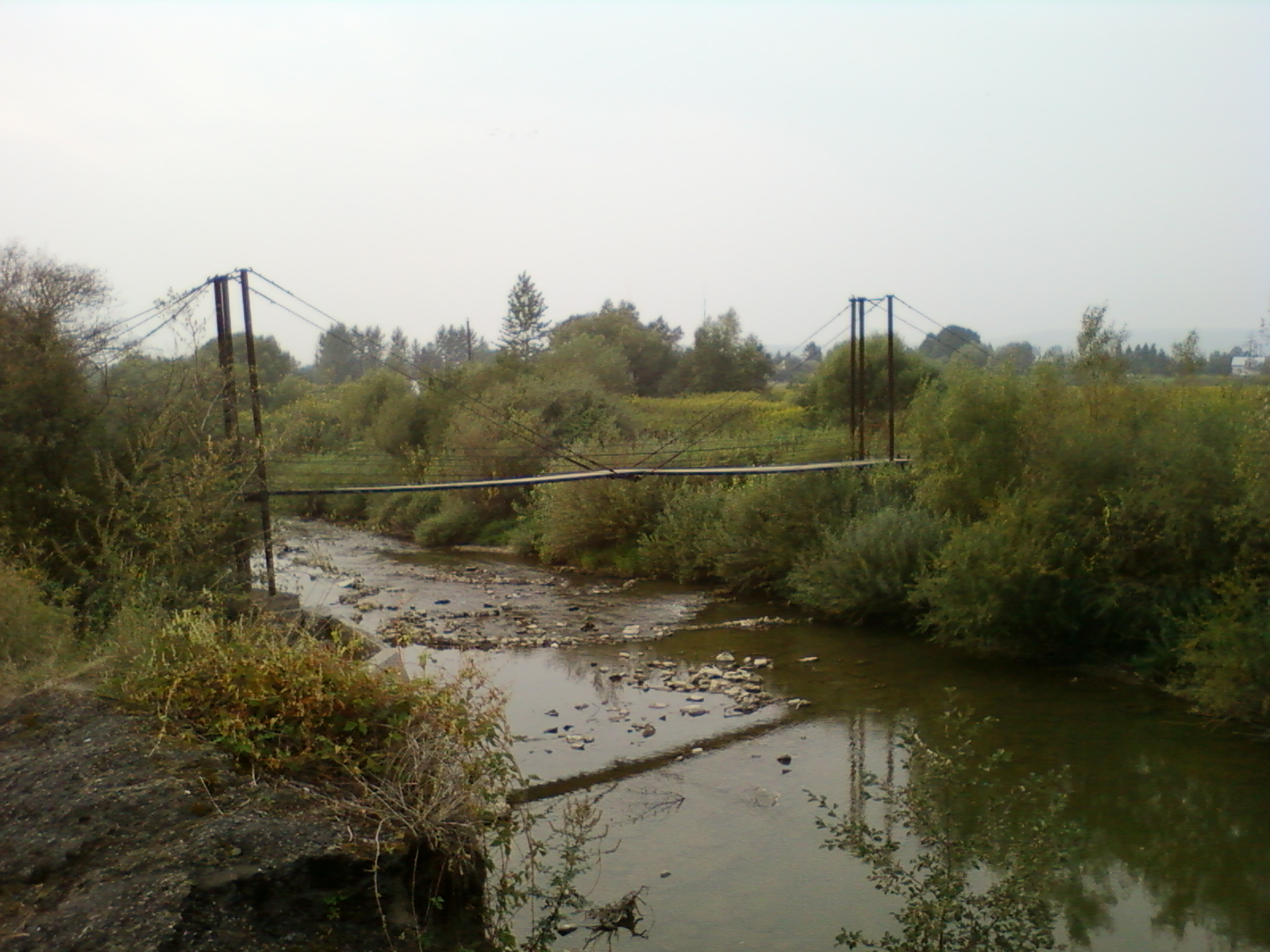
Stara kładka pomiędzy Gliniczkiem a Hankówką (obecnie zamknięta)
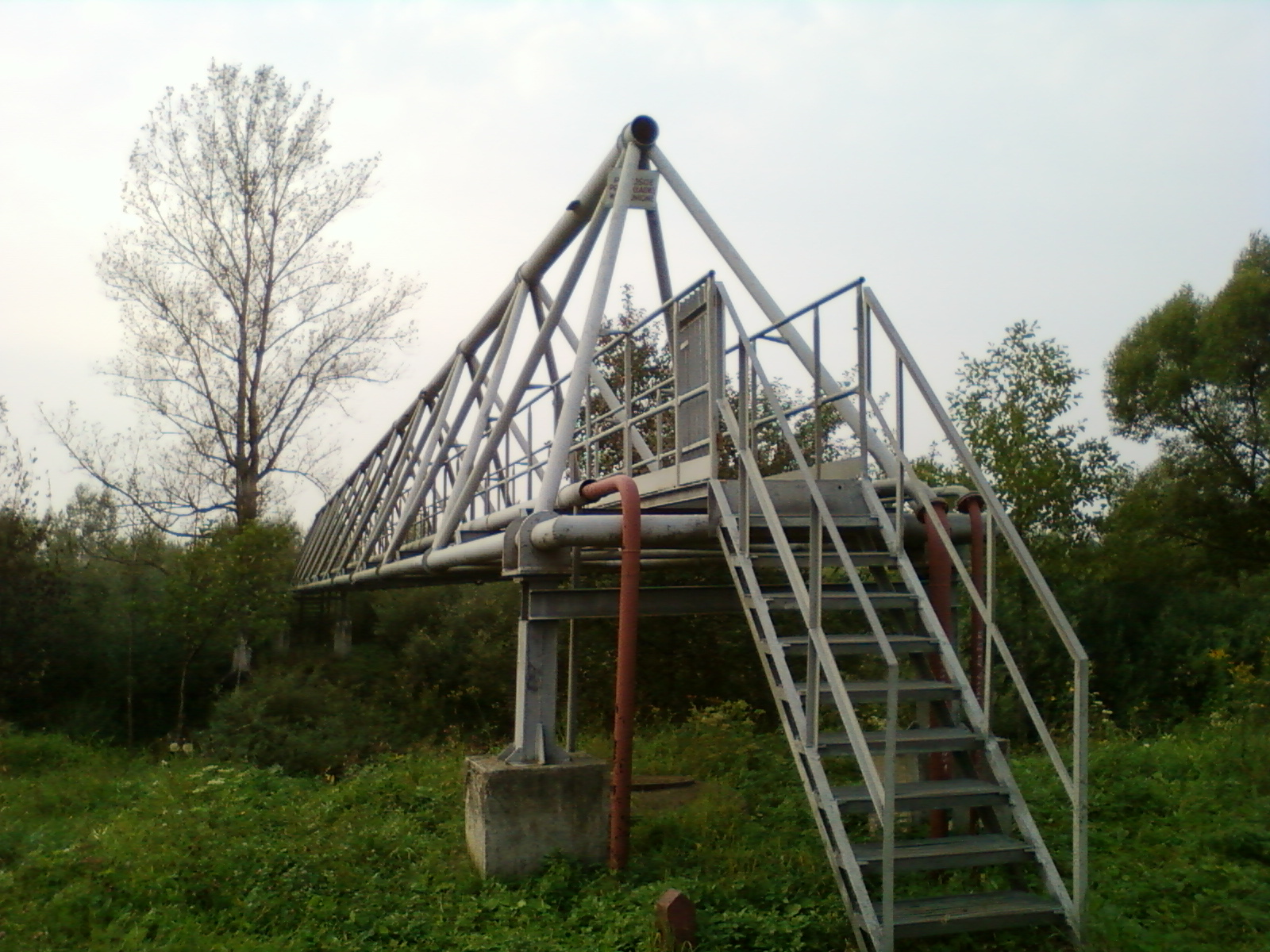
Nowa kładka na Jasiołce